# Brebach (Spreeler Bach)
| Zuläufe und Bauwerke \| Brebach \| Brebach \| Brebach \| \| ------------------------- \| ------- \| ------------------------- \| \| Legende \| \| \| \| Radevormwald \| \| Radevormwald \| \| \| \| \| \| Ennepetal \| \| \| \| \| \| \| \| \| \| Ennepetal \| \| Elberfelder Landwehrlinie \| \| Elberfelder Landwehrlinie \| \| Singer Siefen \| \| \| \| Radevormwald \| \| Radevormwald \| \| Elberfelder Landwehrlinie \| \| Elberfelder Landwehrlinie \| \| \| \| \| \| \| \| Birkenbach \| \| Ennepetal \| \| \| \| \| \| Fischteiche \| \| Saalberger Quellen II \| \| \| \| Saalberger Quellen I \| \| \| \| \| \| \| \| Stöckenbach \| \| \| \| Stöckenbach (Überleitung) \| \| \| \| Zulauf \| \| \| \| Stückenbach \| \| \| \| Brebachsiefen \| \| \| \| \| \| \| \| Spreeler Bach \| \| \| |  |                           |
| Brebach |  |                           |
| Legende |  |                           |
| Radevormwald |  | Radevormwald              |
| |  |                           |
| Ennepetal |  |                           |
| |  |                           |
| |  | Ennepetal                 |
| Elberfelder Landwehrlinie |  | Elberfelder Landwehrlinie |
| Singer Siefen |  |                           |
| Radevormwald |  | Radevormwald              |
| Elberfelder Landwehrlinie |  | Elberfelder Landwehrlinie |
| |  |                           |
| |  | Birkenbach                |
| Ennepetal |  |                           |
| |  | Fischteiche               |
| Saalberger Quellen II |  |                           |
| Saalberger Quellen I |  |                           |
| |  |                           |
| Stöckenbach |  |                           |
| Stöckenbach (Überleitung) |  |                           |
| Zulauf |  |                           |
| Stückenbach |  |                           |
| Brebachsiefen |  |                           |
| |  |                           |
| Spreeler Bach |  |                           |

Der Brebach ist ein 3,5 Kilometer langer, orographisch linker Nebenfluss des Spreeler Bachs im Flusssystem der Wupper. Er bildete in seinem Unterlauf die Grenze zwischen dem Rheinland und Westfalen. Diese Grenzlage bestand bereits seit den Spätmittelalter als Trennlinie zwischen dem Herzogtum Berg und der Grafschaft Mark.

## Name
Der Name leitet sich von mndd. brēd- ‘breit’ ab und bedeutet entsprechend 'breiter Bach'.

## Lage und Topografie
Der Bach entspringt auf 357 Meter ü. NN nördlich der Radevormwalder Ortschaft Jakobsholt und fließt zunächst nordwestlich. Vor dem Singerhof bildet er ein kurzes Stück die Grenze zwischen Radevormwald und Ennepetal. Hier überquert die als Kulturdenkmal geschützte Elberfelder Linie der Bergischen Landwehr den Bach, die nun vorerst die Grenzfunktion übernimmt und den Brebach nun auf Ennepetaler Gebiet entlässt. Die Elberfelder Linie diente ab den Beginn des 14. Jahrhunderts als Grenzsicherung der beiden Territorien von Berg und Mark.
Parallel zur Landwehr fließt der Bach in südwestliche Richtung zu der gleichnamigen Radevormwalder Hofschaft Brebach, wo mit der Landwehr auch die Stadt- und Kreisgrenze den Bach wieder überspringt. In einem engen Bogen fließt der Bach ab Brebach nach Norden. Die Landwehr nähert sich dem Bach erneut an und überquert ihn, während die Grenze nun endgültig dem Bachlauf folgt.
Der Wendepunkt des Bachlaufs in südwestliche Richtung markiert den nördlichsten Punkt des Oberbergischen Kreis und des Regierungsbezirks Köln. Bei der Doppelortschaft Spreeler Mühle / Griesensiepen mündet der Brebach auf 253 Meter ü. NN in den Spreeler Bach.
Die wichtigsten Nebenflüsse sind der Singer Siefen, der Birkerbach, der Stöckenbach, der Stückenbach und der Brebachsiefen.